# The City of Purple Dreams (film fra 1918)
The City of Purple Dreams er en amerikansk stumfilm fra 1918 af Colin Campbell.

## Medvirkende
- Tom Santschi som Daniel Fitzhugh
- Bessie Eyton som Kathlyn Otis
- Fritzi Brunette som Esther Strom
- Harry Lonsdale som Henry Hunt
- Frank Clark som Symington Otis